# Diócesis de Ciudad Guayana
La diócesis de Ciudad Guayana (en latín: Dioecesis Civitatis Guayanensis) es una circunscripción eclesiástica de la Iglesia católica en Venezuela. Se trata de una diócesis latina, sufragánea de la arquidiócesis de Ciudad Bolívar. Desde el 8 de diciembre de 2022 su obispo es Carlos Alfredo Cabezas Mendoza.

## Territorio y organización
La diócesis tiene 53 596 km² y extiende su jurisdicción sobre los fieles católicos de rito latino residentes en 6 municipios del estado Bolívar: Caroní (creado en 1989), Piar, Padre Pedro Chien (creado en 1995), El Callao (creado en 1991), Roscio y Sifontes.
La sede de la diócesis se encuentra en Ciudad Guayana (ciudad llamada así el 25 de junio de 1986, conformada por la unión de las ciudades de Puerto Ordaz y San Félix), en donde se halla en construcción la Catedral de San Juan Pablo II, por lo que cumple la función de procatedral la iglesia parroquial de Nuestra Señora de Fátima en Puerto Ordaz.
En 2021 en la diócesis existían 44 parroquias agrupadas en 6 zonas pastorales:
- Benedicto XVI: comprende 6 parroquias;
- San Juan Pablo II: comprende 5 parroquias, la parroquia catedral San Juan Pablo II, la procatedral de Nuestra Señora de Fátima y la parroquia personal de rito maronita San Charbel;
- Francisco Alfaraz: comprende 6 parroquias y 1 parroquia santuario;
- Monseñor Romero: comprende 6 parroquias y 1 vicaría;
- María Reina de los Apóstoles: comprende 5 parroquias, 1 cuasiparroquia y 1 vicaría;
- Ricardo Benedetti: comprende 6 parroquias y 1 parroquia indígena.

## Historia
La diócesis fue erigida el 20 de agosto de 1979 mediante la bula Cum nos Domini Nostri mandato del papa Juan Pablo II, obteniendo el territorio de la arquidiócesis de Ciudad Bolívar (distrito Caroní y municipio Andrés Eloy Blanco del distrito Piar). Ese mismo día fue nombrado como primer obispo Medardo Luzardo Romero, hasta entonces obispo de San Carlos, y se estableció como procatedral la parroquia Nuestra Señora de Fátima en Puerto Ordaz.
El 24 de noviembre de 1979 Ubaldo Calabresi, nuncio apostólico en Venezuela, ejecutó la bula declarando canónicamente erigida y constituida la diócesis.
El 29 de enero de 1985 la diócesis recibió la visita apostólica del papa Juan Pablo II.
El 25 de marzo de 1988 la diócesis se amplió mediante el decreto Quo aptius de la Congregación para los Obispos, incorporando otra porción de la arquidiócesis de Ciudad Bolívar: los municipios de Piar, Roscio y Sifontes. El 12 de junio de 1988 fue ejecutado el decreto.
El 8 de diciembre de 2022 el papa Francisco nombró a Carlos Alfredo Cabezas Mendoza, hasta entonces obispo de Punto Fijo, como nuevo obispo de Ciudad Guayana.

## Estadísticas
Según el Anuario Pontificio 2022 la diócesis tenía a fines de 2021 un total de 994 366 fieles bautizados.
| Año                                                                             | Población            | Población | Población      | Sacerdotes | Sacerdotes    | Sacerdotes    | Bautizados por sacerdote | Diáconos permanentes | Religiosos | Religiosos | Parroquias |
| Año                                                                             | Bautizados católicos | Total     | % de católicos | Total      | Clero secular | Clero regular | Bautizados por sacerdote | Diáconos permanentes | Varones    | Mujeres    | Parroquias |
| ------------------------------------------------------------------------------- | -------------------- | --------- | -------------- | ---------- | ------------- | ------------- | ------------------------ | -------------------- | ---------- | ---------- | ---------- |
| 1980                                                                            | 324 000              | 360 000   | 90.0           | 31         | 7             | 24            | 10 451                   | 1                    | 30         | 45         | 15         |
| 1990                                                                            | 698 000              | 775 500   | 90.0           | 33         | 13            | 20            | 21 151                   | 2                    | 25         | 55         | 33         |
| 1999                                                                            | 802 000              | 891 000   | 90.0           | 37         | 18            | 19            | 21 675                   | 4                    | 25         | 67         | 28         |
| 2000                                                                            | 765 000              | 850 000   | 90.0           | 36         | 11            | 25            | 21 250                   | 5                    | 27         | 91         | 33         |
| 2001                                                                            | 765 000              | 850 000   | 90.0           | 46         | 15            | 31            | 16 630                   | 6                    | 32         | 94         | 24         |
| 2003                                                                            | 810 000              | 900 000   | 90.0           | 46         | 25            | 21            | 17 608                   | 6                    | 23         | 67         | 25         |
| 2004                                                                            | 765 000              | 850 000   | 90.0           | 42         | 17            | 25            | 18 214                   | 4                    | 27         | 91         | 26         |
| 2006                                                                            | 793 000              | 881 000   | 90.0           | 38         | 25            | 13            | 20 868                   | 5                    | 19         | 99         | 31         |
| 2013                                                                            | 886 000              | 984 000   | 90.0           | 32         | 25            | 7             | 27 687                   | 6                    | 13         | 99         | 32         |
| 2016                                                                            | 924 500              | 974 171   | 94.9           | 40         | 35            | 5             | 23 112                   | 4                    | 10         | 99         | 34         |
| 2019                                                                            | 960 800              | 1 012 400 | 94.9           | 58         | 34            | 24            | 16 565                   | 6                    | 27         | 55         | 45         |
| 2021                                                                            | 994 366              | 1 223 708 | 81.3           | 46         | 34            | 12            | 21.616                   | 6                    | 12         | 38         | 44         |
| Fuente: Catholic-Hierarchy, que a su vez toma los datos del Anuario Pontificio. |                      |           |                |            |               |               |                          |                      |            |            |            |

## Episcopologio
| Nombres y apellidos                  | Período como obispo                       | Destino                                |
| ------------------------------------ | ----------------------------------------- | -------------------------------------- |
| Medardo Luis Luzardo Romero †        | 20 de agosto de 1979-26 de mayo de 1986   | Nombrado arzobispo de Ciudad Bolívar   |
| José de Jesús Núñez Viloria †        | 13 de enero de 1987-21 de julio de 1990   | Renunció                               |
| Ubaldo Ramón Santana Sequera, F.M.I. | 2 de mayo de 1991-11 de noviembre de 2000 | Nombrado arzobispo de Maracaibo        |
| Mariano José Parra Sandoval          | 10 de julio de 2001-25 de octubre de 2016 | Nombrado arzobispo de Coro             |
| Helizandro Terán Bermúdez, O.S.A.    | 29 de julio de 2017-19 de marzo de 2022   | Nombrado arzobispo coadjutor de Mérida |
| Carlos Alfredo Cabezas Mendoza       | Desde el 8 de diciembre de 2022           |                                        |